# Кандыба, Фёдор Львович
Фёдор Львович Кандыба — русский советский очеркист и прозаик, журналист.
Окончил Харьковский институт народного хозяйства в 1924. Занимается литературной деятельностью с 1930 года. Член СП СССР с 1935. Работал в газетах «Украинский экономист», «Экономическая жизнь».
С началом войны поступил в 8-ю Краснопресненскую дивизию народного ополчения. Во время боёв под Вязьмой был контужен, попал в окружение, затем в плен. Из плена бежал в Харьков, где работал переводчиком в организации Тодта. Дождался освобождения города советскими войсками в 1943 году. После этого официально был уволен из армии, работал в газете «Социалистическая Харьковщина». В 1945 году перебрался в Москву, работал в журналах «Огонёк» и «Крестьянка».
Его самая известная книга, научно-фантастический роман «Горячая земля», вышла посмертно.

## Сочинения
- Секрет Пайрекса. Повесть. Харьков, 1933
- Нащадки Архімеда: Повість. Одеса, 1939.
- Сёстры Горские. Повесть. М.; Л., 1941
- Повесть об оружейнике. Л., 1946
- Горячая земля. М., 1950